# Karen Olivo
Karen Olivo (Manhattan - New York, 7 augustus 1976) is een Amerikaanse actrice.

## Biografie
Olivo werd geboren in de borough Manhattan van New York en groeide op in Bartow (Florida). Haar vader is van Puerto Ricaanse/Indiaanse afkomst en haar moeder van Dominicaanse en Chinese afkomst. Olivo doorliep de high school aan de Lois Cowles Harrison Center for the Visual and Performing Arts in Lakeland (Florida) en studeerde hierna af aan het conservatorium van de universiteit van Cincinnati in Cincinnati.
Olivo is getrouwd met acteur Matt Caplan. In 2013 maakte Olivo bekend te stoppen met acteren.

## Filmografie

### Films
- 2012 Holiday Spin – als Emily
- 2012 Generation Um... – als Carrie Hines
- 2011 Shanghai Hotel – als Carmen
- 2011 The Orphan Killer – als Angie
- 2008 The New Twenty – als Bethany
- 2008 Fetish – als politieagente
- 2007 Adrift in Manhattan – als Ana

### Televisieseries
Uitgezonderd eenmalige gastrollen.
- 2010-2012 The Good Wife – als Giada Cabrini – 3 afl.
- 2011-2012 Harry's Law – als Cassie Reynolds – 22 afl.
- 2006 Conviction – als Norma Pimental – 2 afl.

## TheaterwerkBroadway
- 2019 Moulin Rouge! - als Satine
- 2009-2011 West Side Story – als Anita
- 2008-2011 In the Heights – als Vanessa
- 2004-2005 Brooklyn – als Faith
- 1996-2008 Rent – als Mimi Marquez / Maureen Johnson / Swing (allen understudy)

- International Standard Name Identifier: 0000 0000 4922 1884
- Library of Congress Control Number: no2005057521
- Virtual International Authority File: 46495905
- WorldCat: E39PBJpyqdMrfDdx6rpwpCVBfq